# Associazione Calcio Femminile Giolli Gelati Roma 1981
Questa voce raccoglie le informazioni riguardanti la Associazione Calcio Femminile Giolli Gelati Roma nelle competizioni ufficiali della stagione 1981.

## Organigramma societario
Area direttiva
- Presidente: comm. Eligio Ciamei

Area organizzativa
- Segretario:
- Dirigente accompagnatore: Gian Paolo Polidori

Area tecnica
- Direttore Tecnico: Pasquale Capone
- Allenatore: Nicola Venanzio

Area sanitaria
- Medico sociale:
- Massaggiatore: Giuliana Cecchettini

## Rosa
Rosa e numerazione con dati parziali.
| N. |                   | Ruolo | Calciatrice         |
| -- | ----------------- | ----- | ------------------- |
| 10 | Italia (bandiera) | A     | Tiziana Bartoccioni |
| 2  | Italia (bandiera) | D     | Anna Cafà           |
|    | Italia (bandiera) |       | Laura Ceccherini    |
| 3  | Italia (bandiera) | D     | Cinzia Cesarini     |
| 6  | Italia (bandiera) | C     | Maurizia Ciceri     |
| 5  | Italia (bandiera) | D     | Angela Comparcola   |
| 4  | Italia (bandiera) | C     | Marisa Conicchioli  |

| N. |                   | Ruolo | Calciatrice         |
| -- | ----------------- | ----- | ------------------- |
|    | Italia (bandiera) | A     | Laura Cristofanelli |
| 1  | Italia (bandiera) | P     | Roberta Granieri    |
| 8  | Italia (bandiera) | A     | Teresa Lonero       |
| 11 | Italia (bandiera) | A     | Sandra Pierazzuoli  |
| 7  | Italia (bandiera) | A     | Celeste Popolla     |
| 5  | Italia (bandiera) | C     | Elisabetta Saldi    |
| 9  | Italia (bandiera) | C     | Catia Silvestri     |